# 電子墨水
1. 上层
2. 透明电极层
3. 透明微胶囊
4. 带正电荷的白色颜料
5. 带负电荷的黑色颜料
6. 透明液体（油）
7. 电极像素层
8. 基板
9. 光线
10. 白色
11. 黑色

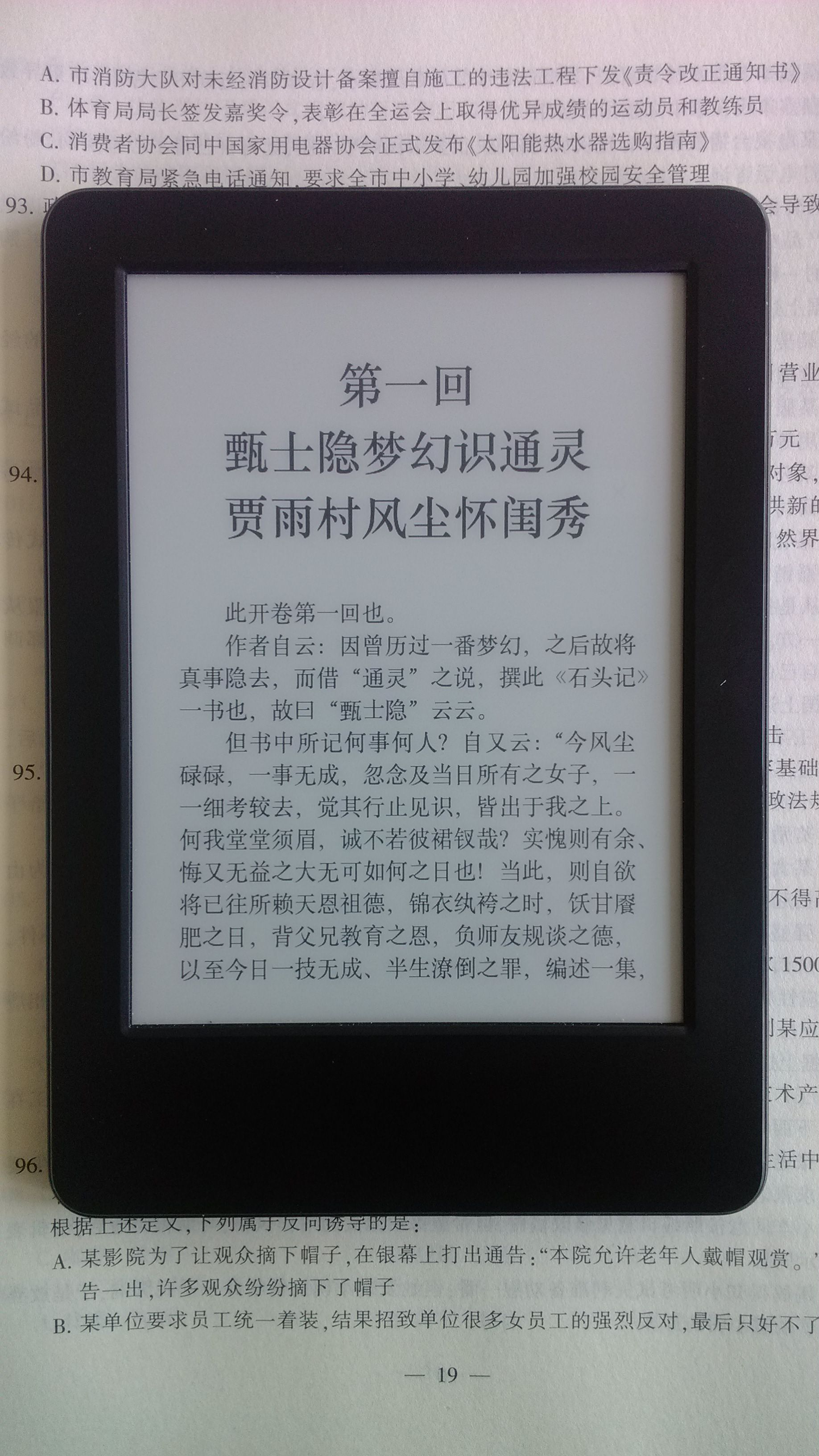
普通kindle，读者可比较电子墨水显示屏与实体纸张的区别。

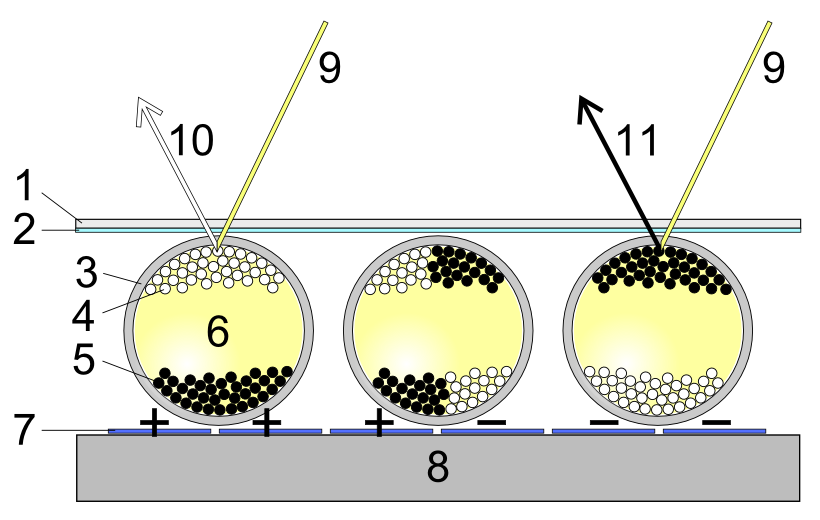
電子墨水技术之示意图
- 上层
- 透明电极层
- 透明微胶囊
- 带正电荷的白色颜料
- 带负电荷的黑色颜料
- 透明液体（油）
- 电极像素层
- 基板
- 光线
- 白色
- 黑色

電子墨水是指電子墨水公司（E Ink Corporation）製造的電子紙。该公司成立于1997年，建基於美國麻省理工學院媒體實驗室（MIT Media Lab）的研究。
電子墨水通常会制成薄膜，用于電子顯示器，尤其用於電子書，如Sony Reader、Onyx Boox、iLiad、Cybook Gen3、Amazon Kindle、Logic的 eReader和Polymer Vision的Readius裝置。
電子墨水具有超低耗電量的特點，在顯示的影像有變化時才耗用電力，在保持顯示的影像時可以不耗電，但缺點是反應速度慢，不適合用於播放如動畫及電影等動態畫面，較適合用於靜態顯示。摩托羅拉出品的F3是首部配備電子墨水技術屏幕的流動電話。另外，三星電子 Alias 2上顯示按鍵的改變也運用了該技術。北美洲版本的《时尚先生》是首份使用電子墨水封面的雜誌。
根據製造商的描述，「電子墨水主要由大量細小微膠囊（microcapsules）组成，這些微膠囊約為人類頭髮直徑大小。每個微膠囊中包含悬浮於澄清液體之中的帶正電荷的白粒子和帶負電荷的黑粒子。设置電場为正時，白粒子向微膠囊頂部移動，因而呈现白色；同時，黑粒子被拉到微膠囊底部，从而隱藏。如施加相反的电场，則黑粒子會在膠囊頂部出現，因而呈现黑色。」
2009年6月1日，電子墨水公司宣佈，同意接受主要商務伙伴台灣廠商元太科技（Prime View International）收購，數值達2.15億美元。自此，這項主流電子紙技術成為元太科技，同時也是台灣造紙大廠永豐餘百分之百持有的子公司。
併購之後，電子墨水公司繼續電子墨水技術的研究發展，并取得一定的突破。例如，Carta的高對比度，Regal提升了刷新速度，還有軟性屏幕的開發等等。